# Epiteliopatia
Per  epiteliopatia  in campo medico, si intende un gruppo di malattie che coinvolgono l'epitelio, soprattutto la parte riguardante cornea (la superficie trasparente dell'occhio) e quella della retina. Viene spesso associata all'occhio secco

## Sintomatologia
I sintomi e i segni clinici di tali malattie dipendono dalla loro gravità, possono risultare asintomatiche, come presentare un annebbiamento della vista.

## Tipologia
Esiste una forma chiamata epiteliopatia posteriore acuta multifocale a placche, associata spesso a complicanze neurologiche del sistema nervoso centrale.